# Castro del Río
Castro del Río ist eine Gemeinde mit 7.612 Einwohnern (Stand: 2024) in der Provinz Córdoba in Andalusien.

## Geographie
Die Gemeinde grenzt an Baena, Cabra, Cañete de las Torres, Córdoba, Espejo, Montilla und Nueva Carteya.

## Geschichte
Der Ort wurde in der Römerzeit gegründet. In der Zeit der Almohaden wurde hier eine bedeutende Befestigungsanlage zur Verteidigung von Córdoba errichtet. Der Ort konnte dennoch im Jahr 1240 von den Christen erobert werden und wurde von König Ferdinand III. an den Consejo de Córdoba (Rat von Cordoba) verschenkt. Der Ort wechselte mehrfach seinen Besitzer, bis die Gutsherrschaft im 19. Jahrhundert abgeschafft wurde.

## Sehenswürdigkeiten
- Kirche La Asunción
- Reste der Mauern der arabischen Befestigungsanlage